# Jacques Gabriel Jan d'Hauteterre
Jacques Gabriel Jan d'Hauteterre, né le 21 janvier 1746 à Nonancourt et mort le 22 mars 1808 à La Madeleine-de-Nonancourt en Normandie, est un administrateur français, député de l'Eure au Conseil des Anciens pendant le Directoire puis au Corps législatif pendant le Consulat et l'Empire.

## La famille Jan d'Hauteterre en Normandie
La famille Jan d'Hauteterre (nom également orthographié Jan de Hauteterre, Jean de Hauteterre ou Jean d'Hauteterre, parfois même Haulteterre) est une famille de la petite noblesse normande, qui exerce de hautes fonctions dans l'administration royale aux XVIIe et XVIIIe siècles. On trouve sa trace essentiellement à Nonancourt (Eure) et dans la localité voisine de Saint-Lubin-des-Joncherets (Eure-et-Loir). Jacques Jan d'Hauteterre, arrière-grand-père de Jacques Gabriel, est avocat, Conseiller du Roy et Lieutenant en la maîtrise des eaux-et-forêts de Pacy-sur-Eure, Ézy-sur-Eure et Nonancourt. Le fief de Hauteterre est un lieu-dit de la commune de La Madeleine-de-Nonancourt (Eure).

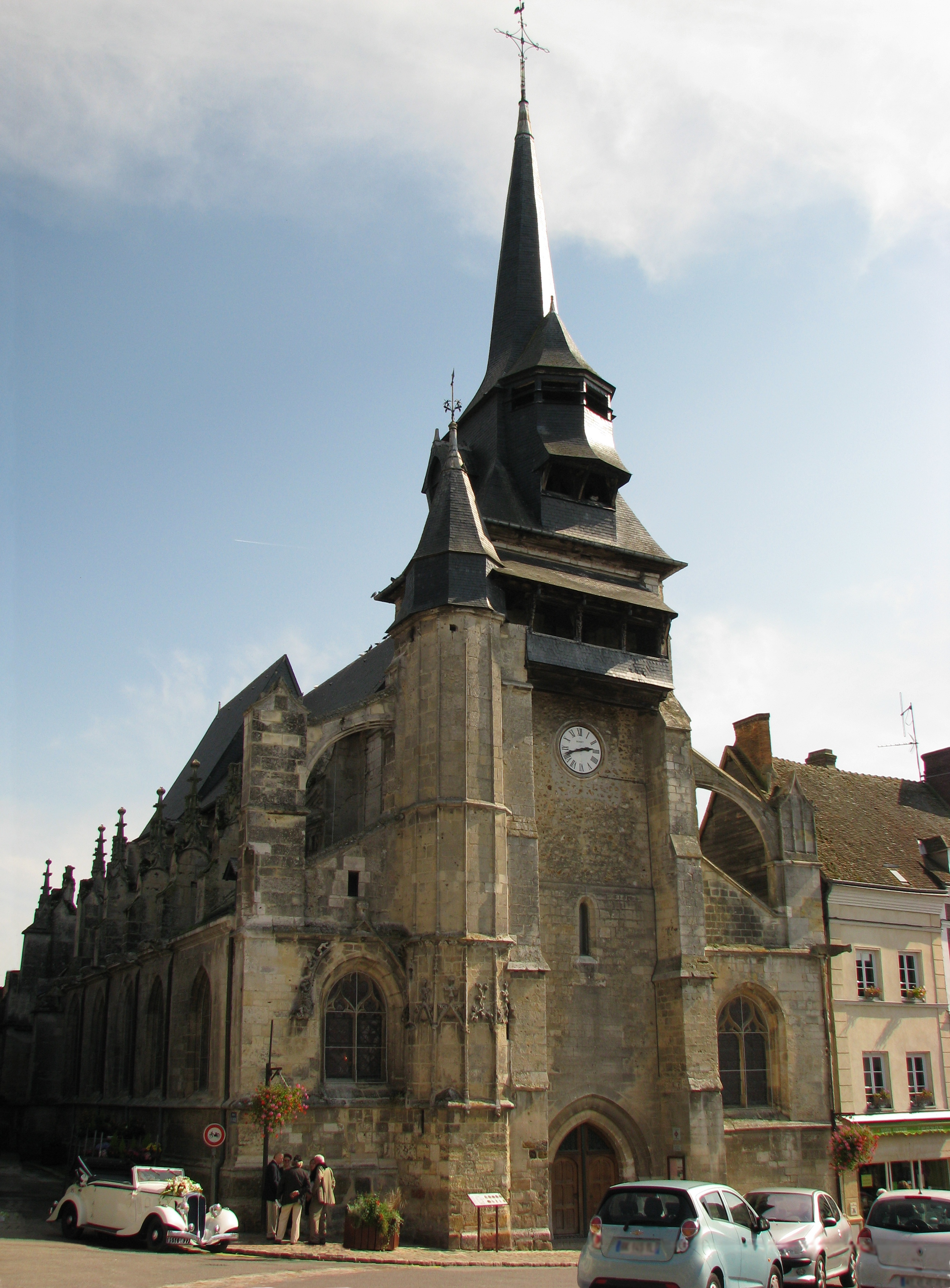
L'église Saint-Martin de Nonancourt.

Les armoiries de la famille Jan d'Hauteterre sont : D'azur à la montagne escarpée d'argent, accompagnée au canton senestre du chef, d'un soleil naissant d'or.
Jacques Gabriel Jan d'Hauteterre est né à Nonancourt le 21 janvier 1746. Il est le fils de Gabriel Jan, Sieur d'Hauteterre, avocat, et de Charlotte Marcellet. Il est baptisé le lendemain, 22 janvier 1746, en l'église Saint-Martin de Nonancourt. Son parrain est Jacques de l'Hôpital, prêtre, et sa marraine est Madeleine Le Redde.
Gabriel Jan d'Hauteterre, le père de Jacques Gabriel, est maire de Nonancourt. Une référence à sa fonction est gravée sur la cloche de l'Hôtel-Dieu exposée dans l'église Saint-Martin. On peut y lire le texte suivant évoquant la bénédiction de cette cloche :

« L'an 1761 j'ay été bénie par M° Pierre Morand, très digne prêtre et curé de cette ville. Nommée Gabrielle Angélique par M° Gabriel Jan, Sr d'Hauteterre, avocat au Parlement, Maire de cette ville et par Dame Angélique Sorel, épouse de M° Jean Beaufils, conseiller du Roy, Lieutenant général de Police, conseiller aux Sièges Royaux et subdélégué de cette ville, M° Jacques l'Hôpital, prêtre prieur de cet Hôtel-Dieu, M° François Revel 1er, administrateur, François Becheliepvre 2, administrateur dudit Hôtel-Dieu, le clocher de cette église édifié en la même année. »

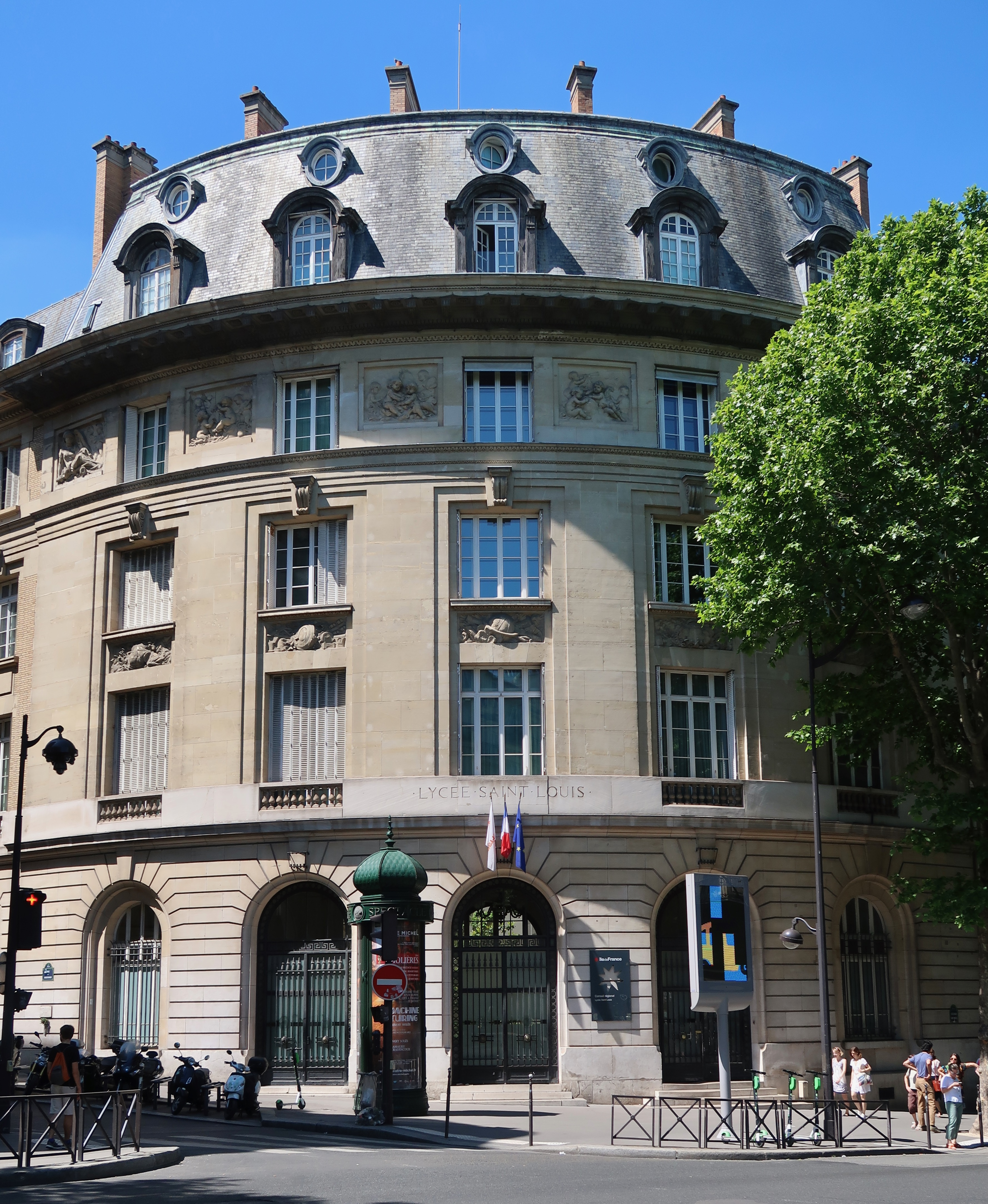
Entrée principale du collège d'Harcourt, actuel lycée Saint-Louis à Paris.

Élève au Collège d'Harcourt à Paris (actuellement Lycée Saint-Louis), Jacques Gabriel obtient notamment un prix de latin le 6 août 1761 à la suite de la distribution générale que l'Université de Paris a coutume de faire tous les ans, dans les écoles extérieures de Sorbonne, aux écoliers qui étudient dans les collèges qui sont de son corps et après les avoir fait composer en commun.
Le 20 mai 1783, en l'église Saint-Thomas à Évreux (Eure), Jacques Gabriel Jan d'Hauteterre épouse Madeleine Théodore Ruault de Beaulieu, et le couple aura au moins cinq enfants : Louise-Théodore, Jean-Baptiste (qui deviendra maire de La Madeleine-de-Nonancourt), Alexis, Madeleine et Charlotte.

## Avocat et membre de l'administration royale
Comme de nombreux membres de sa famille, Jacques Gabriel Jan d'Hauteterre exerce le métier d'avocat, puis il devient juge au tribunal civil du département de l'Eure. Ses autres fonctions sont lieutenant général au bailliage de Nonancourt et subdélégué de l'intendance de Rouen en la ville et département de Nonancourt. Au cours de la période 1781-1785, en tant que subdélégué, il réclame des « boîtes de secours » pour les pauvres de son département et signale comme y ayant un droit tout spécial, « à cause de leur misère », Marcilly-la-Campagne, Marcilly-sur-Eure, Louye, Ézy-sur-Eure et La Madeleine-de-Nonancourt.
Pour la réunion des États généraux de 1789, Jacques Gabriel Jan d'Hauteterre fait partie des délégués du tiers état pour le bailliage de Nonancourt qui se rassemblent à Évreux pour désigner les députés normands qui représentent le tiers état au château de Versailles à partir du 5 mai 1789.

## Député de l'Eure au Corps législatif
Le 25 germinal an VI (14 avril 1798), Jacques Gabriel Jan d'Hauteterre est élu par 189 voix sur 201 votants comme député de l'Eure au Conseil des Anciens, l'une des deux chambres du Corps législatif pendant le Directoire. Il intervient alors sur la suspension de la vente des biens nationaux et sur la résolution relative aux poseurs publics. Ayant adhéré au coup d'État du 18 brumaire an VIII (9 novembre 1799) par Napoléon Bonaparte, il entre le 4 nivôse an VIII (25 décembre 1799) au Corps législatif comme député de l'Eure.

## Maire de La Madeleine-de-Nonancourt
Jacques Gabriel Jan d'Hauteterre devient maire de La Madeleine-de-Nonancourt. Il meurt dans son village, dans sa maison de Bourg-Aubin, le 22 mars 1808, peu de temps après son épouse Madeleine Théodore Ruault de Beaulieu, décédée le 1er décembre 1806. Ils sont tous les deux inhumés au cimetière de l'église Sainte-Madeleine de La Madeleine-de-Nonancourt.

## Sources
- « Jacques Gabriel Jan d'Hauteterre », dans Adolphe Robert et Gaston Cougny, Dictionnaire des parlementaires français, Edgar Bourloton, 1889-1891 [détail de l’édition]